# Хайдер, Фридрих
Фридрих Хайдер (нем. Friedrich Haider; род. 7 ноября 1961) — австрийский дирижёр.
Окончил Венский университет музыки под руководством Николауса Арнонкура. В 1984 году дебютировал как дирижёр — в концертах с Венским камерным оркестром и на театральной сцене Клагенфурта в оперетте Иоганна Штрауса (сына) «Венская кровь». В дальнейшем работал как оперный дирижёр, поставив, в частности, моцартовское «Похищение из сераля» в дрезденской Опере Земпера, «Лоэнгрина» в Барселоне и «Тристана и Изольду» в Ницце, «Саломею» Рихарда Штрауса в Национальной опере Токио и «Вольного стрелка» Вебера в венецианском Ла Фениче. Особый успех сопровождал постановку «Роберто Деверо» Гаэтано Доницетти в Баварской государственной опере.
В 1991—1994 гг. главный дирижёр Страсбургской оперы. В 2004 г. возглавил Филармонический оркестр Овьедо.
На протяжении многих лет состоял в гражданском браке с певицей Эдитой Груберовой.